# Chiesa di San Siro (Campomorone)
La chiesa di San Siro è un luogo di culto cattolico situato nella frazione di Langasco, in via della Chiesa, nel comune di Campomorone nella città metropolitana di Genova. La chiesa è sede della parrocchia omonima del vicariato di Campomorone dell'arcidiocesi di Genova.

## Storia e descrizione
Nei pressi della canonica fu rinvenuta, nel 1935, una sepoltura databile al VI-VII secolo d.C.; si pensa che fosse parte di una necropoli pertinente ad una chiesa paleocristiana.
La chiesa, eretta dai monaci Benedettini in stile romanico, di cui conserva alcuni stili architettonici, è situata presso la frazione di Langasco. Secondo alcuni documenti, confermati dallo storico Arturo Ferretto, la chiesa è citata in un atto del marzo 1003 e dedicata a san Siro, santo vescovo di Genova.
Per cause ancora sconosciute, forse una guerra o un fenomeno tellurico, l'edificio fu distrutto e ricostruito per intero prima del XVI secolo. Fu eletta al titolo di prevostura nel 1674 dall'arcivescovo di Genova monsignor Giovanni Battista Spinola e acquistò maggiore importanza grazie all'apertura, nel 1775, del passo della Bocchetta.
Chiesa parrocchiale dal 1898 fu restaurata e decorata nel 1934 e solennemente consacrata dal cardinale Giuseppe Siri il 23 giugno del 1956.